# Дуб на Морави
Дуб на Морави (чеш. Dub nad Moravou) је насељено мјесто са административним статусом варошице (чеш. městys) у округу Оломоуц, у Оломоуцком крају, Чешка Република.

## Становништво
Према подацима о броју становника из 2014. године насеље је имало 1.551 становника.